# Close to You
Az 1970-es Close to You a The Carpenters második nagylemeze. 2003-ban a Rolling Stone Minden idők 500 legjobb albuma listáján a 175. lett. Szerepel az 1001 lemez, amit hallanod kell, mielőtt meghalsz című könyvben. Az albumon olyan slágerek szerepelnek, mint a (They Long to Be) Close to You és a We've Only Just Begun.

## Az album dalai
|     | Cím                            | Szerző(k)                                   | Hossz |
| --- | ------------------------------ | ------------------------------------------- | ----- |
| 1.  | We've Only Just Begun          | Roger Nichols, Paul Williams                | 3:04  |
| 2.  | Love Is Surrender              | Ralph Carmichael                            | 1:59  |
| 3.  | Maybe It's You                 | John Bettis, Richard Carpenter              | 3:04  |
| 4.  | Reason to Believe              | Tim Hardin                                  | 3:03  |
| 5.  | Help!                          | John Lennon, Paul McCartney                 | 3:03  |
| 6.  | (They Long to Be) Close to You | Burt Bacharach, Hal David                   | 4:33  |
| 7.  | Baby It's You                  | Burt Bacharach, Mack David, Barney Williams | 2:56  |
| 8.  | I'll Never Fall in Love Again  | Burt Bacharach, Hal David                   | 2:52  |
| 9.  | Crescent Noon                  | John Bettis, Richard Carpenter              | 4:09  |
| 10. | Mr. Guder                      | John Bettis, Richard Carpenter              | 3:15  |
| 11. | I Kept On Loving You           | Paul Williams, Roger Nichols                | 2:17  |
| 12. | Another Song                   | John Bettis, Richard Carpenter              | 4:23  |

## Helyezések
| Ország             | Helyezés |
| ------------------ | -------- |
| USA                | 2        |
| Egyesült Királyság | 23       |
| Japán              | 53       |
| Ausztrália         | 16       |
| Kanada             | 1        |

## Közreműködők
- Karen Carpenter – ének, dob
- Richard Carpenter – ének, billentyűk, hangszerelés
- Hal Blaine – dob
- Joe Osborn, Danny Woodhams – basszusgitár
- Jim Horn, Bob Messenger, Doug Strawn – fafúvós hangszerek